# Lydisk fetknopp
Lydisk fetknopp (Sedum lydium) är en växtart i familjen fetbladsväxter. 